# The Fall of the House of Usher (pel·lícula de 1928)
The Fall of the House of Usher (1928) és una curtmetratge mut pel·lícula de terror del conte de 1839 "La caiguda de la casa Usher" d'Edgar Allan Poe. La pel·lícula va ser codirigida per James Sibley Watson i Melville Webber, i protagonitzada per Herbert Stern, Hildegarde Watson i Melville Webber (que també va escriure el guió). Explica la història d'un germà i una germana que viuen sota una maledicció familiar. Una pel·lícula experimental d'avantguarda que dura només 13 minuts, predomina l'element visual, incloses les preses a través de prismes per crear una distorsió òptica estranya. No hi ha cap diàleg a la pel·lícula, tot i que una seqüència presenta lletres escrites a l'aire que es mouen per la pantalla.
L'any 1959 es va escriure una partitura musical per a la pel·lícula per l'amic dels directors, el compositor Alec Wilder. La seva partitura de 1959 va ser el seu segon intent (després de la partitura per vents, metalls i percussió que va fer per ells originalment el 1929), i la va compondre per un enregistrament del Quintet de Vent de Nova York i un percussionista, dirigit per Leon Barzin. La pel·lícula i la partitura de 1959 van ser sincronitzades més tard per James Sibley Watson, i aquesta va ser la versió que es va col·locar al National Film Registry l'any 2000. S'han compost diverses partitures noves per acompanyar la pel·lícula, inclosa una del músic New Wave Tom Verlaine i el guitarrista Jimmy Rip, i una altra versió del compositor estatunidenc Jean Hasse (2010) per al conjunt britànic Counterpoise (violí, trompeta, saxo, piano), aquesta versió disponible per veure a YouTube.

## Trama
Un viatger arriba a la desolada mansió Usher i descobreix que els germans habitants, Roderick i Madeline Usher, viuen sota una misteriosa maledicció familiar: els sentits d'en Roderick s'han tornat dolorosament aguts, mentre que Madeline continua debilitant-se amb el temps. Quan la Madeline mor, aparentment, en Roderick la fa enterrar a la volta de la família, sense adonar-se que només es troba en un estat catatònic. Madeline es desperta a la seva tomba i, en adonar-se que ha estat enterrada viva, cau en la bogeria mentre escapa del seu taüt i busca venjança.

## Repartiment
- Herbert Stern com a Roderick Usher
- Hildegard Watson com Madeline Usher
- Melville Webber
- Friedrich Haak
- Dorothea House[1]

## Crítiques
L'historiador del cinema Troy Howarth comenta: "L'ús de superposicions, angles inclinats i plans de seguiment es combinen per crear una sensació de deliri... (la pel·lícula) descarta qualsevol pretensió de trama i personatge i se centra en la presentació d'efectes visuals expressionistes. Els actors tenen poques oportunitats de causar una gran impressió i, en última instància, la pel·lícula és una nota al peu menor del cànon d'Edgar Allan Poe."

## Influència
L'any 2000, la Biblioteca del Congrés dels Estats Units va considerar la pel·lícula "pel·lícula culturalment, històricament o estèticament significativa" i la va seleccionar per a la seva preservació al National Film Registry.